# تبتی (شوشتر)
تبتی یک روستا در ایران است که در بخش مرکزی شهرستان شوشتر در استان خوزستان واقع شده‌است.

## جمعیت
این روستا در دهستان میان‌آب شمالی قرار دارد و براساس سرشماری مرکز آمار ایران در سال ۱۳۸۵، جمعیت آن ۲۵۰ نفر (۵۳ خانوار) بوده‌است.